# Stanley Ralph Ross
Stanley Ralph Ross (né le 22 juillet 1935 à Brooklyn et mort le 16 mars 2000 à Los Angeles, d'un cancer du poumon) est un acteur, scénariste et doubleur américain surtout actif dans les années 1960 et 1970. Il a notamment travaillé sur Batman (1966-1968), Wonder Woman (1975-1979) et Monster Squad (1976).